# نوبة الأصبهان
نوبة الأصبهان هي واحدة من النوبات الأندلسية الأحد عشر التي لا زالت محفوظة وتؤدى من طرف الفرق الموسيقية الأندلسية في المغرب الكبير. يرجع اسم النوبة إلى منطقة أصبهان في إيران نظرا لكثرة جريان الطبع الذي تغنًى به على لسان أهل تلك المنطقة. مقام طبعي نوبة الأصبهان هو صوت ري.

## تاريخ وطبوع نوبة الأصبهان
تشتمل نوبة الأصبهان على طبعين : طبع أصبهان وطبع الزوركند.

### طبع أصبهان
طبع أصبهان هو فرع من الزيدان، وقد سمي بهذا الاسم لكثرة جريانه على لسان أهل أصبهان ببلاد فارس. استخرج لحن أصبهان جابر بن الأصعد الأصبهاني. و قيل عن هذه النغمة التي تتصف بأنها حادة عالية رقيقة حلوة: «إن ملائكة الرحمن و حور الجنان تسبح الله تعالى بنغمة أصبهان».

### طبع الزوركند
طبع الزوركند لحن اندلسي استخرجه عبد الرزاق الفيلسوف من قرطبة ،و هو من الفروع المركبة. ذلك أنه مركب من طبع أصبهان و الحجاز الكبير. ذكر محمد الحايك في كناشه حول طبع الزوركند أن: «لحن أصبهان يغلب عليه بحيث ترى الحجاز يظهر فيه ظهور قرص الشمس من خلال السحب ثم يختفي أخيرا».
ضاعت عدة أجزاء من طبع الزوركند الأصلي ولم تبق منه إلا ستة صنائع, تم دمجها في نوبة الأصبهان لمناسبتها له.

## ميازين نوبة الأصبهان
تشتمل نوبة الأصبهان على خمسة ميازين، وهي:
- ميزان بسيط الأصبهان
- ميزان قائم ونصف الأصبهان
- ميزان ابطايحي الأصبهان
- ميزان درج الأصبهان
- ميزان قدام الأصبهان

## كتب حولها
تطرقت عدة كتب إلى النوبات الأندلسية عامة ولنوبة الأصبهان خاصة. من الكتب التي اهتمت بنوبة الأصبهان نجد:
- كناش الحائك - محمد بن الحسين الحائك (1789)
- نوبة الاصبهان - مساهمة في دراسة الموسيقى الاندلسية - أرْكادْيُو دي لاريا بلاثين (1956)[3]
- من وحي الرباب - عبد الكريم الرايس (1982)
- نوبة الأصبهان وفق رواية وأداء الشيخ أحمد البزور التازي - يونس الشامي (2014)[4][5]

## وصلات خارجية
- الأشعار الكاملة لنوبة الأصبهان